# قتاد مسلح
القَتَاد المسلح (باللاتينية: Astragalus armatus) نوع نباتي عشبي من جنس القتاد.

## البيئة والانتشار
موطنه المغرب العربي.